# Soldat-poney menteur à tête de chien
 (septembre 2023).
Soldat-poney menteur à tête de chien (en anglais lying, dog-faced pony soldier) est une insulte utilisée à plusieurs reprises par Joe Biden. Elle trouve son origine dans des répliques de westerns sortis vers 1950.

## Dans la bouche de Joe Biden
À trois reprises au moins Joe Biden utilise publiquement la formule « lying, dog-faced pony soldier », soit en français « soldat-poney menteur à tête de chien »,, pour dénigrer un tiers.
En 2018, il indique l'avoir entendu dans un film de John Wayne,. La référence est inconnue pour la plupart des auditeurs américains et semble relever du lexique familial des Biden.
En février 2020, alors candidat démocrate à la présidence des États-Unis d'Amérique, il traite ainsi une étudiante qui vient de l'interpeller agressivement lors d'un meeting électoral. 
En septembre 2023, le président Biden tient un discours confus lors d'un déplacement à Hanoï. En réponse à une question sur le réchauffement climatique, il improvise un parallèle avec un échange cinématographique entre John Wayne et un Indien, pour conclure : « Eh bien, il y a beaucoup de soldats poneys menteurs à tête de chien sur le réchauffement climatique. ». Les commentateurs invoquent le décalage horaire ou encore le grand âge et la fatigue mentale de l'homme d’État.

## Origine
La formule peut faire référence à un extrait de La Charge héroïque de John Ford (1948, She Wore a Yellow Ribbon, avec John Wayne), vers la fin duquel le narrateur prononce en voix off  :
« So here they are: the dog-faced soldiers, the regulars, the fifty-cents-a-day professionals »
« Ainsi les voici : les soldats à tête de chien, les réguliers, les mercenaires à cinquante cents la journée »

ou à une réplique du film La Dernière Flèche tourné par Joseph M. Newman avec Tyrone Power et sorti en 1952 sous le titre original de Pony Soldier, dans lequel un chef indien dit, : 
« The pony soldier speaks with a tongue of the snake that rattles »
« Le soldat à poney parle avec une langue de crotale »
Dogface (en) est un mot d'argot militaire américain antérieur à 1935, désignant un soldat d'infanterie,. L'expression dog-faced liar, « menteur à face de chien », apparaît épisodiquement dans des textes depuis la fin des années 1890. 
Pony soldier dans le film de Newman désigne un homme de la police montée canadienne ; c'est plus largement depuis la seconde moitié du XIXe siècle un synonyme argotique de « cavalier ».